# Thomas Crofton Croker
Thomas Crofton Croker, född 15 januari 1798, död 8 augusti 1854, var en irländsk folklivsskildrare och fornforskare.
Croker är mest känd genom sin Fairy legends and traditions of the south of Ireland (1825), en samling folksägner och folklivsskildringar. Boken, som är närmaste förebild för Peter Christen Asbjørnsens Huldreeventyr, har utkommit i flera upplagor och bland annat översatts till tyska av bröderna Grimm (Irische Elfenmärchen, 1826). Croker har dessutom utgett folkvisor, reseskildringar med mera.